# Hohentauern

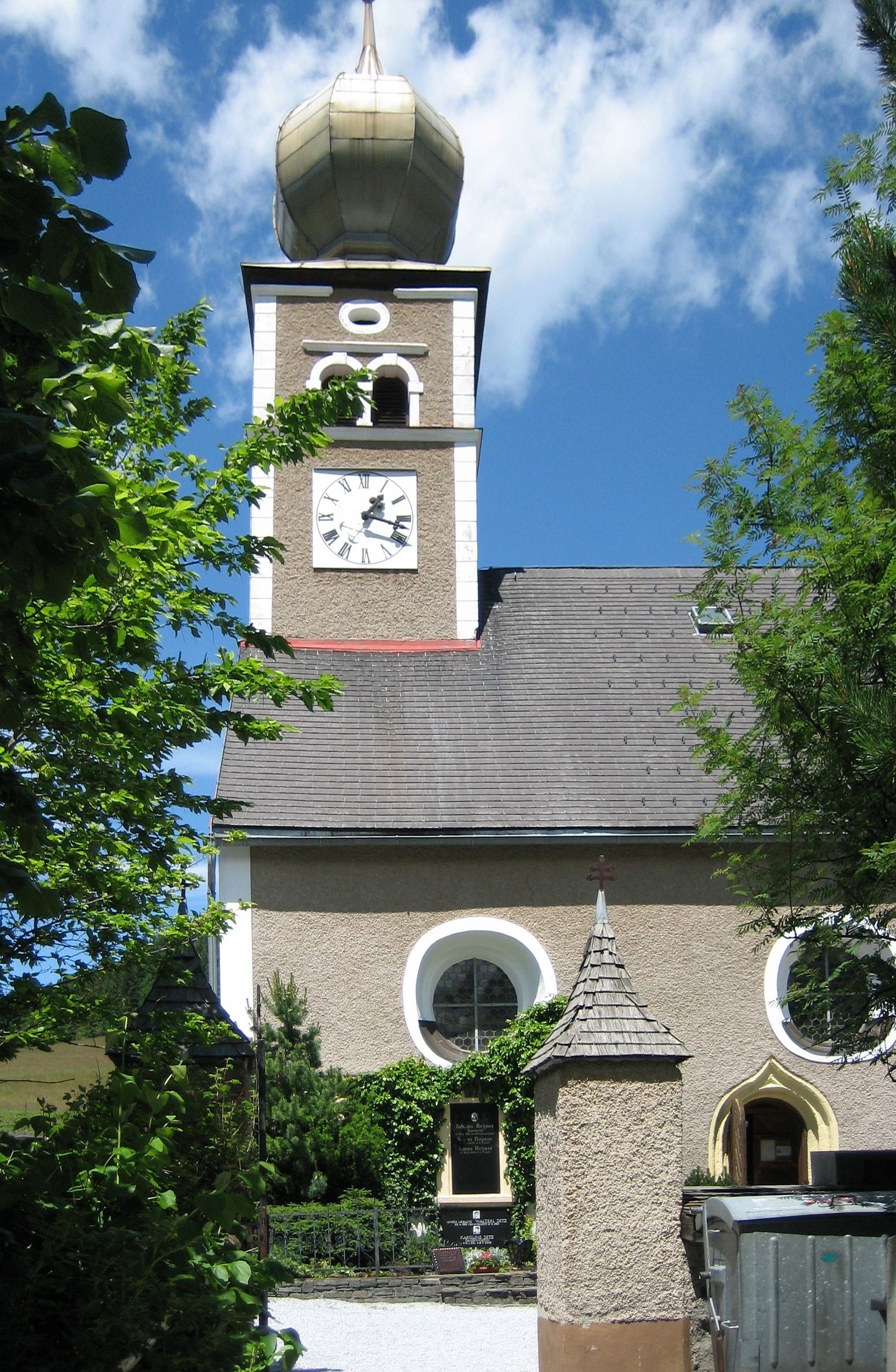

Hohentauern é um município da Áustria, situado no distrito de Murtal, no estado da Estíria. Tem 92,64 km² de área e sua população em 2019 foi estimada em 394 habitantes.